# Juego de estilo estadounidense

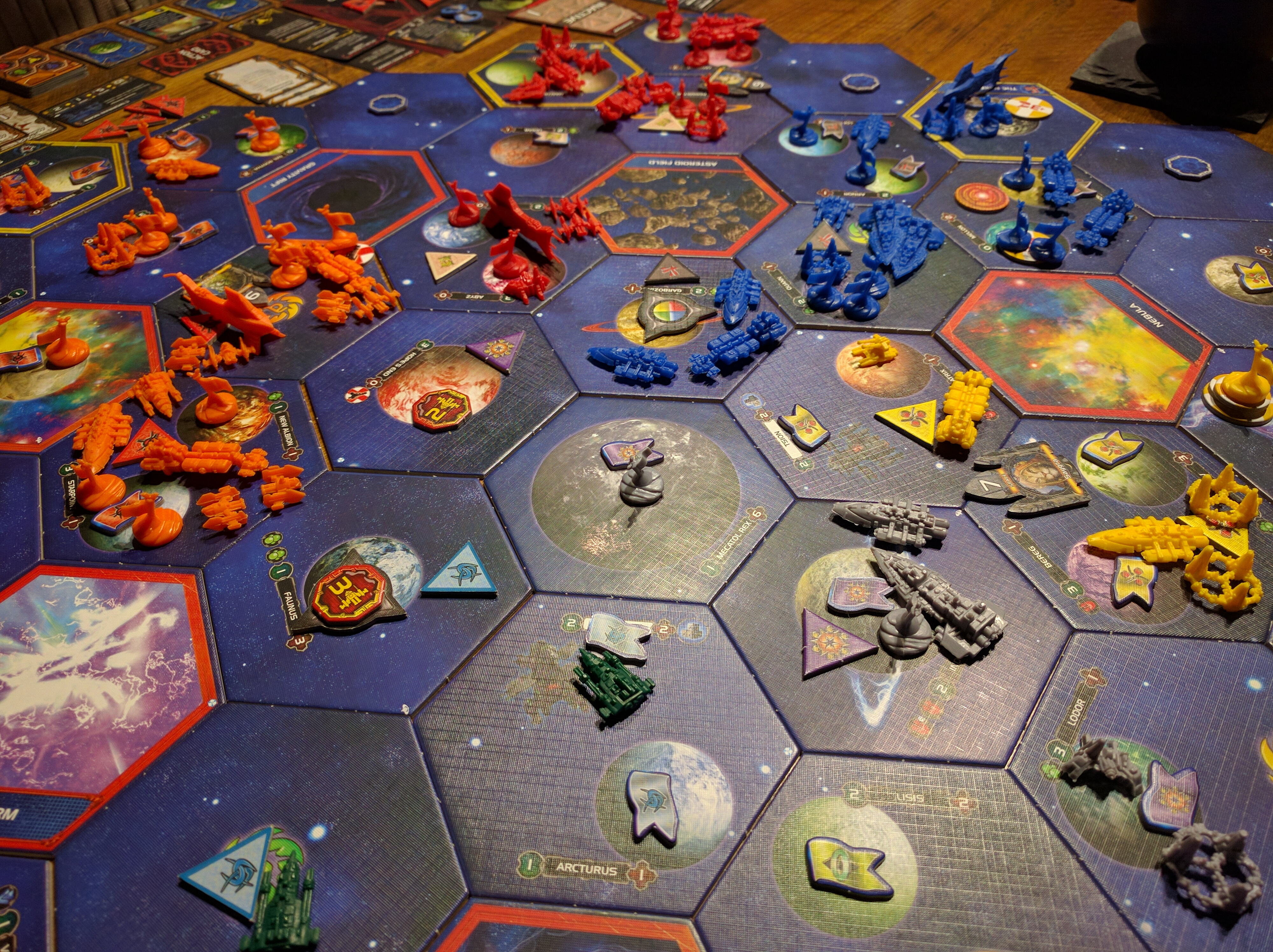
Partida en curso del juego de mesa Twilight Imperium.

Un juego de estilo estadounidense es un tipo de juego de mesa temático que, a grandes rasgos, se caracteriza por:
- La preeminencia del tema, al que se subordina la mecánica del juego.

- Animar el conflicto directo entre jugadores (lo que sucede incluso en algunos juegos semicooperativos como el Battlestar Galactica).

- Depender en un grado significativo del factor suerte.

- Gran despliegue de elementos (caja grande, multitud de figuras).

Los juegos de estilo estadounidense se diferencian también de los juegos de estilo alemán en que el estilo estadounidense suele requerir tiempos de juego más largos. Además, su mecánica suele ser más compleja, para reflejar las características concretas de su tema, lo que puede llegar a incluir numerosas excepciones específicas para elementos individuales del juego.
Debe tenerse en cuenta que no todos los juegos diseñados en Estados Unidos se pueden englobar en esta categoría. Especialmente, no se incluyen en ella los juegos de sociedad y juegos familiares, que tienen reglas mucho más sencillas.
Los juegos de estilo estadounidense son a veces descritos como «ameritrash» (literalmente «basura estadounidense») lo que responde más a una descripción irónica o humorística que a un concepto peyorativo. El término procede de un debate suscitado en el año 2000 en los foros de rec.games.board de Usenet para contraponer los juegos de la escuela estadounidense a los emergentes «eurogames».
Axis and Allies, Arkham Horror, Descent o Twilight Imperium son ejemplos clásicos de títulos «ameritrash».